# Endrosa alpestris
Endrosa alpestris là một loài bướm đêm thuộc phân họ Arctiinae, họ Erebidae.